# Годелива

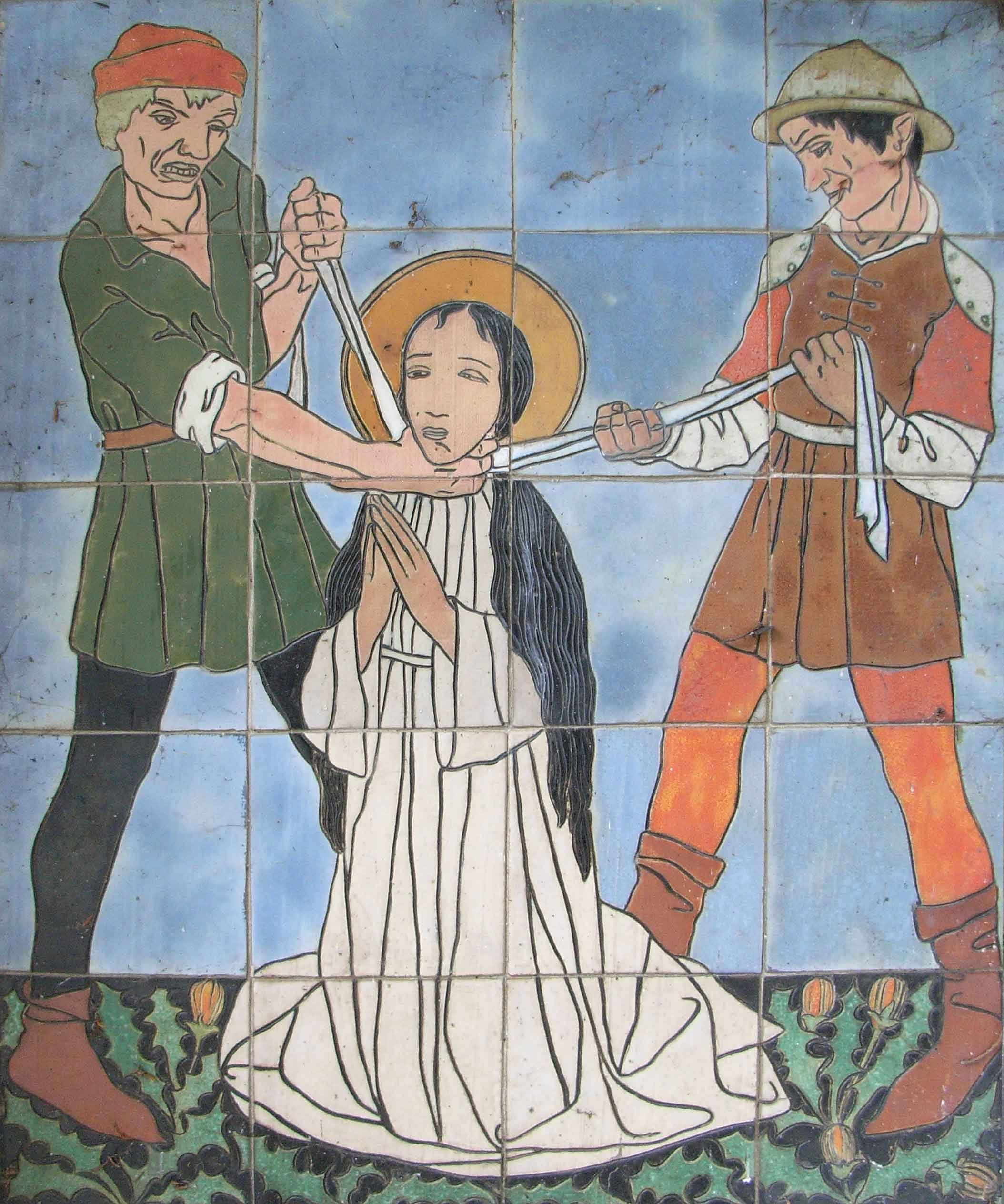
Смерть святой Годеливы (изображение в часовне г. Жистел (Бельгия)

Годелива (Годелина, Годелева; около 1049 — 6 июля 1070) — святая Римско-католической церкви, мученица.

## Биография
Легенды о её жизни утверждают, что Годелива была благочестивой и красивой молодой девушкой, которой поступало много предложений от женихов. Годелива, однако, хотела стать монахиней. Дворянин по имени Бертольд из Жистела, воспылав любовью, решил жениться на ней и прибег к помощи сюзерена её отца, Евстахия II, графа Булони. Рано выданная замуж за человека знатного, богатого, но грубого и жестокого, она вызвала его ненависть своей кротостью и милосердием. Свекровь Годеливы, невзлюбившая молодую невестку, вскоре заставила её жить в узкой камере, морила голодом. Однако Годелива по-прежнему разделяла свою скудную пищу с бедными.

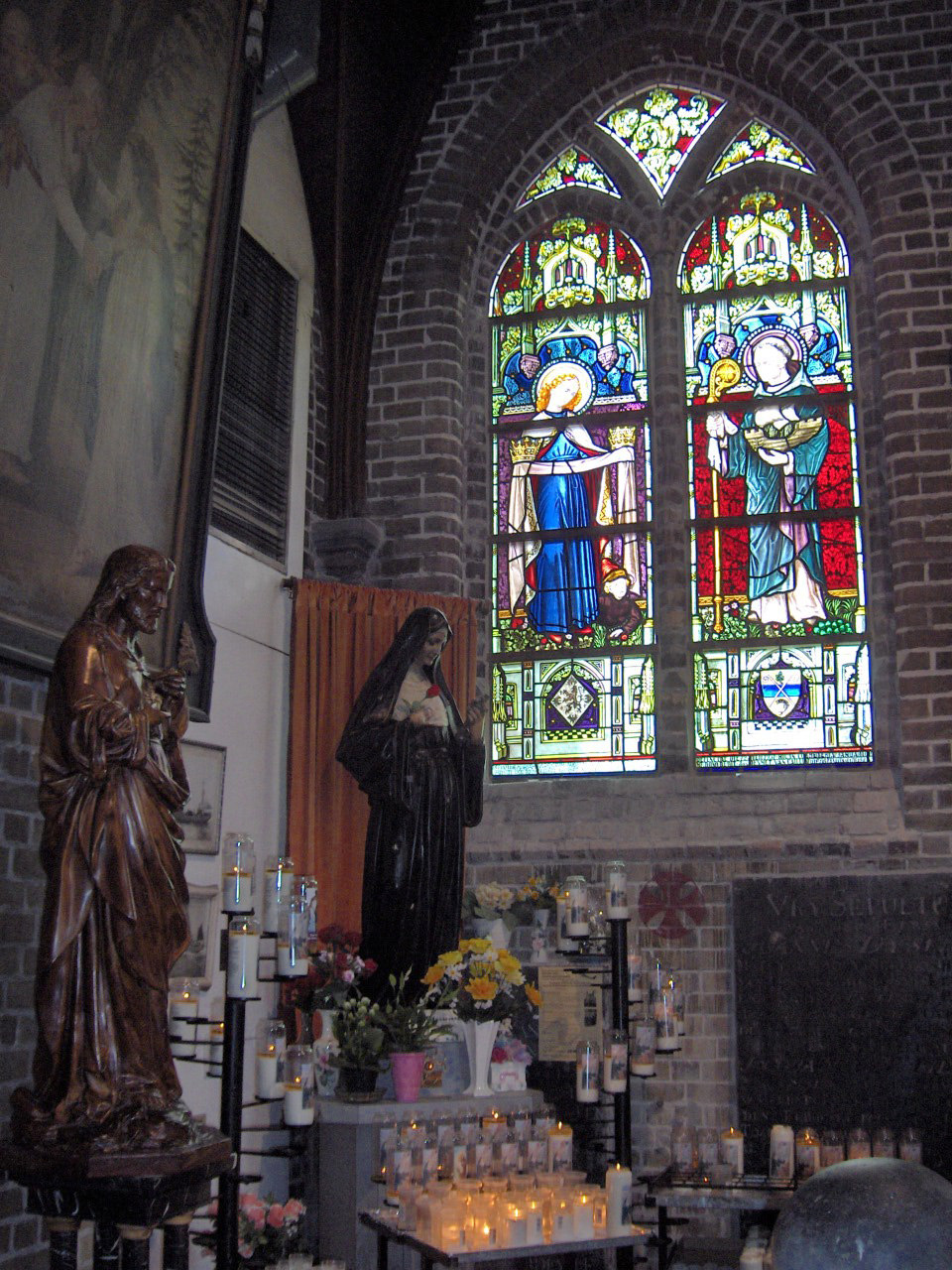
Витраж в церкви Остенде, Бельгия: святая Годелива и святая Айдсбалда

Сосланная мужем на дальнюю ферму, Годелива тратила отпускаемое ей нищенское содержание на помощь бедным и вскоре вызвала интерес, а затем и любовь соседнего дворянства. Ей стали оказывать помощь и поддержку, она сделалась поистине светочем христианства в этом прежде диком краю.
Муж её, которого такое развитие событий приводило в бешенство, подослал к ней наёмных убийц, которые задушили ночью Годеливу и утопили её тело в колодце, чтобы сделать вид, как будто она умерла естественной смертью.
Этот колодец в Жистеле и поныне прославлен чудотворениями; считается, что вода из него особенно целительна при болезнях глаз.
Годелива считается покровительницей тех, кто хочет восстановить семейный мир.
Канонизирована в 1084 году папой Урбаном II.